# Саватеев, Геннадий Васильевич
Генна́дий Васи́льевич Савате́ев (22 июня 1925, Ковров, Владимирская губерния — 28 июля 1990, Ковров) — передовик советской оборонной промышленности, фрезеровщик Завода имени В. А. Дегтярёва Министерства оборонной промышленности СССР, гор. Ковров Владимирской области, Герой Социалистического Труда (1966).

## Биография
Родился в 25 июня 1925 году в городе Коврове. Русский.
С 1941 года по 1989 год трудился фрезеровщиком на инструментальном заводе № 2 имени К. О. Киркижа (с 1949 года — Завод имени В. А. Дегтярёва). Участвовал в выпуске различного вида автоматического стрелкового оружия. Являлся рационализатором, за время работы на заводе разработал и внедрил более 133 предложений.
Указом Президиума Верховного Совета СССР от 28 июля 1966 года за выдающиеся заслуги при выполнении плана пятилетки 1959—1965 годов и создании новой техники Геннадию Васильевичу Саватееву было присвоено звание Героя Социалистического Труда с вручением ордена Ленина и медали «Серп и Молот».
В 1980 году за передачу передовых методов труда награждён Золотой медалью ВДНХ и дипломом 1-й степени.
Последние годы жизни проживал в городе Коврове. Умер 28 июля 1990 года. Похоронен на Андреевском кладбище города Ковров.

## Награды
- золотая звезда «Серп и Молот» (28.07.1966)
- орден Ленина (28.07.1966)
- другие медали
- Почётный гражданин города Ковров (1968).